# لوقا بودن
لوقا بودن (بالإنجليزية: Luke Boden)‏ (26 نوفمبر 1988 بشفيلد في المملكة المتحدة - ) هو لاعب كرة قدم بريطاني في مركز الدفاع. لعب مع أورلاندو سيتي وروشدين ودايموندز وشيفيلد وينزداي وOrlando City SC (2010–2014) ‏ ونادي تشيسترفيلد ونادي نورثامبتون تاون.

## وصلات خارجية
- لوقا بودن على موقع الدوري الأمريكي (الإنجليزية)
- لوقا بودن على موقع إي إس بي إن إف سي (الإنجليزية)
- لوقا بودن على موقع قاعدة بيانات كرة القدم.إي يو (الإنجليزية)
- لوقا بودن على موقع Soccerbase.com (لاعب) (الإنجليزية)
- لوقا بودن على موقع AS.com (الإسبانية)